# Georges Blun

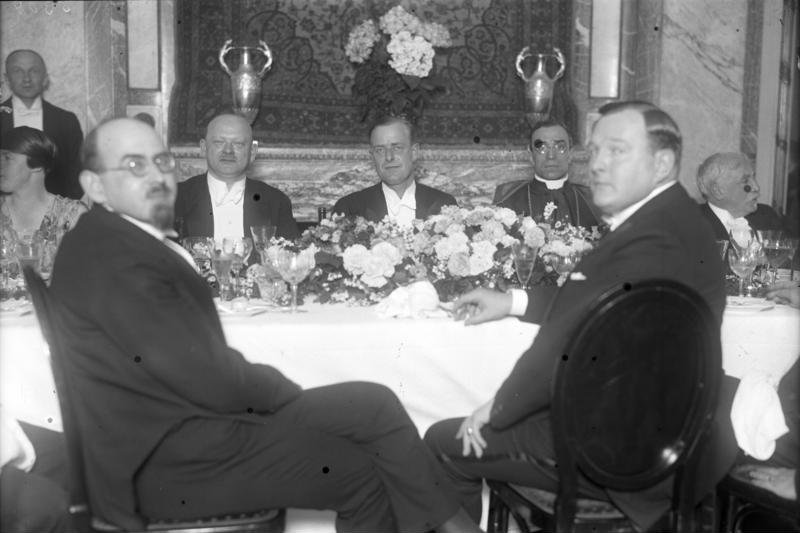
Georges Blun (Mitte hinten) – Vorsitzender des Vereins der Ausländischen Presse, Frankreich – bei einer Veranstaltung, Januar 1928

Georges Blun (* 1. Juni 1893, gestorben unbekannt) war ein Widerstandskämpfer gegen Nazideutschland im Netzwerk der Roten Drei, einer Gruppe von drei Sendern, die Sándor Radó betrieb. Blun übermittelte unter dem Decknamen Long an Rado Informationen über politische, wirtschaftliche und diplomatische Angelegenheiten des Dritten Reiches. Eine seiner Hauptquellen war Ernst Lemmer, der ab 1940 Berliner Berichterstatter der Neuen Zürcher Zeitung war. Lemmer konnte auf Informationen aus dem Auswärtigen Amt zurückgreifen.